# 劉和 (漢趙)
刘和（？—310年），字玄泰，新兴（今山西忻州市）匈奴人。十六國時汉赵國君，光文帝劉淵長子，呼延皇后所生。劉淵死後以太子身份繼位，即位後即試圖剷除劉聰等勢力，但反被劉聰所殺並取代帝位。

## 生平
劉和身长八尺，雄毅美姿仪，好學，從小开始学习《毛诗》、《左氏春秋》、《郑氏易》。但性格多作猜忌，對屬下無恩德。
永鳳元年（晉永嘉二年，308年），劉淵稱帝，任命劉和為大將軍。兩個月後遷大司馬，封梁王。河瑞二年（晉永嘉四年，310年）被刘渊立为太子。同年刘渊病死，刘和即位，由太宰劉歡樂、太傅劉洋等人輔政。
即位后，卫尉刘锐和劉和舅父宗正呼延攸怨恨自己不被任命為輔政大臣；侍中刘乘則厭惡握有重兵的楚王劉聰，於是共同合謀，向劉和進讒，稱諸王擁兵於都城平陽內外，其中劉聰更加擁兵十萬，嚴重影響劉和的皇權，要劉和有所行動。劉和聽信，及後召其領軍安昌王劉盛和安邑王劉欽將意圖告知。劉盛聽後勸諫劉和不要懷疑兄弟們，但遭呼延攸和劉銳命左右殺死；劉欽見此畏懼，只好對劉和唯命是從。
翌日，劉銳率馬景領兵攻劉聰，呼延攸率永安王劉安國攻齊王劉裕，劉乘則率劉欽攻魯王劉隆，劉和又派尚書田密、武衞將軍劉璿攻北海王劉乂。但田密和劉璿命人攻破城門，並歸降劉聰；而劉銳知劉聰早作準備於是聯合呼延攸等攻擊並殺害劉隆及劉裕，又因害怕劉安國和劉欽有異心而將二人殺害。此時劉聰率軍攻克西明門入宮，劉銳等在劉聰軍前鋒緊追下逃到南宮。劉和則在光極殿西室被殺，劉銳等皆被收捕並被斬首示眾。
劉聰及後自立为帝，改元“光兴”，即昭武皇帝。